# Я повинна зніматися в кіно
Я повинна зніматися в кіно (англ. I Ought to Be in Pictures) — американська комедія 1982 року.

## Сюжет
Дев'ятнадцятирічна дівчина з Брукліна по імені Ліббі відправляється в Лос-Анджелес, щоб стати кіноактрисою і, що для неї ще важливіше, побачитися з батьком, який покинув її, матір і молодшого брата 16 років тому. Батько — Герберт Такер, колись процвітаючий сценарист, тепер опустився, віддавшись азартним іграм і пияцтву.

## У ролях
- Волтер Меттау — Герберт Такер
- Енн-Маргрет — Стеффі Блонделл
- Дайна Менофф — Ліббі Такер
- Ленс Гест — Гордон
- Келвін Ендер — Реббі
- Шелбі Балік — Шеллі
- Ларрі Бартон — Гаррі
- Юджин Батлер — Марті
- Білл Кросс — водій вантажівки
- Майкл Дудікофф — хлоппець в автобусі
- Джилліан Фаррелл — офіціантка
- Девід Фаустіно — Мартін
- Мартін Ферреро — Монте Дел Рей
- Аллан Граф — шанувальник бейсболу
- Саманта Харпер — Ларейн
- Ноберто Кернер — садівник
- Арт ЛаФлер — шанувальник бейсболу
- Номі Мітті — шанувальник бейсболу
- Сантос Моралес — мексиканець водій вантажівки
- Чарльз Паркс — шанувальник бейсболу
- Хосе Рабело — садівник
- Льюіс Сміт — солдат
- Вірджинія Вінг — касир
- Вейн Вудсон — шанувальник бейсболу
- Том Райт — шанувальник бейсболу
- Муні Зано — касир

в титрах не вказані
- Хелберт В. Жалікікек — шанувальник бейсболу
- Норріс Максвелл — касир
- Томас Райт — шанувальник бейсболу